# Antwaun Stanley
Pour les articles homonymes, voir Stanley.
 (août 2024).
La mise en forme du texte ne suit pas les recommandations de Wikipédia : il faut le « wikifier ».
Les points d'amélioration suivants sont les cas les plus fréquents. Le détail des points à revoir est peut-être précisé sur la page de discussion.
- Les titres sont pré-formatés par le logiciel. Ils ne sont ni en capitales, ni en gras.
- Le texte ne doit pas être écrit en capitales (les noms de famille non plus), ni en gras, ni en italique, ni en « petit »…
- Le gras n'est utilisé que pour surligner le titre de l'article dans l'introduction, une seule fois.
- L'italique est rarement utilisé : mots en langue étrangère, titres d'œuvres, noms de bateaux, etc.
- Les citations ne sont pas en italique mais en corps de texte normal. Elles sont entourées par des guillemets français : « et ».
- Les listes à puces sont à éviter, des paragraphes rédigés étant largement préférés. Les tableaux sont à réserver à la présentation de données structurées (résultats, etc.).
- Les appels de note de bas de page (petits chiffres en exposant, introduits par l'outil «  Source ») sont à placer entre la fin de phrase et le point final[comme ça].
- Les liens internes (vers d'autres articles de Wikipédia) sont à choisir avec parcimonie. Créez des liens vers des articles approfondissant le sujet. Les termes génériques sans rapport avec le sujet sont à éviter, ainsi que les répétitions de liens vers un même terme.
- Les liens externes sont à placer uniquement dans une section « Liens externes », à la fin de l'article. Ces liens sont à choisir avec parcimonie suivant les règles définies. Si un lien sert de source à l'article, son insertion dans le texte est à faire par les notes de bas de page.
- La présentation des références doit suivre les conventions bibliographiques. Il est recommandé d'utiliser les modèles {{Ouvrage}}, {{Chapitre}}, {{Article}}, {{Lien web}} et/ou {{Bibliographie}}. Le mode d'édition visuel peut mettre en forme automatiquement les références.
- Insérer une infobox (cadre d'informations à droite) n'est pas obligatoire pour parachever la mise en page.

Pour une aide détaillée, merci de consulter Aide:Wikification.
Si vous pensez que ces points ont été résolus, vous pouvez retirer ce bandeau et améliorer la mise en forme d'un autre article.
Antwaun Stanley est un chanteur et auteur-compositeur américain de R&B basé à Ann Arbor, Michigan.

## Carrière
Stanley a grandi à Flint, dans le Michigan. Alors étudiant à l'Université du Michigan, il sort un album de gospel intitulé I Can Do Anything.
Mais, à partir de 2013, c'est en collaborant très fréquemment avec le groupe de funk Vulfpeck - composé en grande partie d'anciens élèves de l'Université du Michigan -, et qui n'a aucun chanteur attitré, qu'il se fait connaître. 

## Discographie
Albums studio
- I Can Do Anything (2006)

Avec Vulfpeck
- "Wait for the Moment" (2013)
- "1612" (2014)
- "Funky Duck" (2015)
- "1 for 1, DiMaggio" (2016)
- "Aunt Leslie" (2016)
- "Birds of a Feather, We Rock Together" (2017)
- "Grandma" (2017)
- "Business Casual" (2017)
- "Darwin Derby" (2018)[2]
- "3 on E" (2020)[3]
- "New Guru" (2022)
- "Simple Step" (2022)
- "In Heaven" (2022)
- "Serve Somebody" (2022)[4]
- "What Did You Mean By Love?" (2022)
- "Lord Will Make a Way" (2023)